# Le Trésor de Notre-Dame de Paris
Le trésor de Notre-Dame de Paris. Des origines à Viollet-le-Duc est une exposition temporaire du Musée du Louvre qui a lieu du 18 octobre 2023 au 9 janvier 2024. Cette exposition présente un peu plus de 120 œuvres des collections de la cathédrale Notre-Dame de Paris ainsi exposée environ une année avant la réouverture de la cathédrale, à la suite des travaux consécutifs à l'incendie de 2019.